# Krache
El krache (o kaakyi, o krakye) és una llengua guang septentrional que parlen els kraches que viuen a la regió Volta de Ghana i a Togo. Hi ha entre 58.000 (2004) i 80.000 parlants de krache. El seu codi ISO 639-3 és kye i el seu codi al glottolog és krac1238.

## Família lingüística
Segons l'ethnologue, el krache forma part del subgrup de llengües guangs septentrionals, que formen part de la família de les llengües kwa, que són llengües Benué-Congo. Les llengües guangs septentrionals són el foodo, el dompo, el dwang, el foodo, el gikyode, el ginyanga, el gonja, el chumburung, el kplang, el nawuri, el nchumbulu, el nkami, el nkonya i el tchumbuli. Segons el glottolog el krache és una de les sis llengües del subgrup de les llengües guang del riu Oti Septentrional. Les altres llengües d'aquest grup són el dwang, el chumburung, el kplang, el nchumbulu i el tchumbuli.

## Situació geogràfica i pobles veïns
La regió krache està situada a prop de Nchimburu, a la zona de Kete Krachi, al centre de la regió Volta de Ghana. En aquest país hi viuen entre 58.000 i 75.000 kraches.
Segons el mapa lingüístic de Ghana de l'ethnologue hi ha dos territoris krache. Ambdós estan situats a ambdues ribes del llac Volta, al nord. La més gran està situada a les dues ribes del riu Oti, a la desembocadura d'aquest al llac Volta. Aquesta té coma veïns als chumburungs, al nord-oest, els nawuris al nord, els adeles i els chales a l'est i els àkans al sud. El territori més petit, que està a l'oest del llac Volta té com a veïns els gonja al nord i els kplangs al sud.
Segons el joshuaproject també hi ha 4.900 parlants de krache a Togo.

## Dialectes i semblança amb altres llengües
El krache no té dialectes però és intel·ligible mútuament amb el chumburung i el dwang. També és similar al gonja i al gikyode.

## Sociolingüística, estatus i ús de la llengua
El krache és una llengua desenvolupada (EGIDS 5): és utilitzada per persones de totes les edats i generacions en tots els àmbits socials i està estandarditzada i té literatura, tot i que no és totalment sostenible. El krache s'ensenya a l'escola i des del 2006 s'escriu en alfabet llatí. Els kraches també parlen l'àkan.